# Platycypha fitzsimonsi
Platycypha fitzsimonsi är en trollsländeart. Platycypha fitzsimonsi ingår i släktet Platycypha och familjen Chlorocyphidae. IUCN kategoriserar arten globalt som livskraftig.

## Underarter
Arten delas in i följande underarter:
- P. f. fitzsimonsi
- P. f. inyangae